# Sphenometopa czernyi
Sphenometopa czernyi is een vliegensoort uit de familie van de dambordvliegen (Sarcophagidae). De wetenschappelijke naam van de soort is voor het eerst geldig gepubliceerd in 1909 door Gabriel Strobl.